# 3 000 meter hinder för herrar i friidrott vid olympiska sommarspelen 1988
3 000 meter hinder för herrar vid olympiska sommarspelen 1988 i Seoul avgjordes den 30 september. 

## Medaljörer
| Gren               | Guld                   | Guld         | Silver              | Silver  | Brons                         | Brons   |
| 3 000 meter hinder | Julius Kariuki · Kenya | 8.05,51 (OR) | Peter Koech · Kenya | 8.06,79 | Mark Rowland · Storbritannien | 8.07,96 |

## Resultat
- Q innebär avancemang utifrån placering i heatet.
- q innebär avancemang utifrån total placering.
- DNS innebär att personen inte startade.
- DNF innebär att personen inte fullföljde.
- DQ innebär diskvalificering.
- NR innebär nationellt rekord.
- OR innebär olympiskt rekord.
- WR innebär världsrekord.
- WJR innebär världsrekord för juniorer
- AR innebär världsdelsrekord (area record)
- PB innebär personligt rekord.
- SB innebär säsongsbästa.

### Final
| Placering | Final                         | Tid         |
| --------- | ----------------------------- | ----------- |
|           | Julius Kariuki (KEN)          | 8.05,51(OR) |
|           | Peter Koech (KEN)             | 8.06,79     |
|           | Mark Rowland (GBR)            | 8.07,96     |
| 4.        | Alessandro Lambruschini (ITA) | 8.12,17     |
| 5.        | William van Dijck (BEL)       | 8.13,99     |
| 6.        | Henry Marsh (USA)             | 8.14,39     |
| 7.        | Patrick Sang (KEN)            | 8.15,22     |
| 8.        | Bogusław Mamiński (POL)       | 8.15,97     |
| 9.        | Francesco Panetta (ITA)       | 8.17,79     |
| 10.       | Hagen Melzer (GDR)            | 8.19,82     |
| 11.       | Graeme Fell (CAN)             | 8.21,73     |
| 12.       | Raymond Pannier (FRA)         | 8.23,80     |
| 13.       | Azzedine Brahmi (ALG)         | 8.26,68     |

### Semifinaler
| Placering | Heat 1                  | Tid          |
| --------- | ----------------------- | ------------ |
| 1.        | William van Dijck (BEL) | 8.15,63      |
| 2.        | Peter Koech (KEN)       | 8.15,68      |
| 3.        | Hagen Melzer (GDR)      | 8.16,27      |
| 4.        | Patrick Sang (KEN)      | 8:16.70      |
| 5.        | Francesco Panetta (ITA) | 8:17.23      |
| 6.        | Bogusław Mamiński (POL) | 8:18.28      |
| 7.        | Henry Marsh (USA)       | 8:18.94      |
| 8.        | Hans Koeleman (NED)     | 8:21.86      |
| 9.        | Bruno Le Stum (FRA)     | 8:26.69      |
| 10.       | Eddie Wedderburn (GBR)  | 8:28.62      |
| 11.       | Adauto Domingues (BRA)  | 8:35.05      |
| 12.       | Hector Begeo (PHI)      | 8:35.09 (NR) |
| –         | Roger Hackney (GBR)     | DNF          |

| Placering | Heat 2                        | Tid          |
| --------- | ----------------------------- | ------------ |
| 1.        | Azzedine Brahmi (ALG)         | 8.16,54      |
| 2.        | Alessandro Lambruschini (ITA) | 8.16,92      |
| 3.        | Mark Rowland (GBR)            | 8.18,31      |
| 4.        | Julius Kariuki (KEN)          | 8:18.53      |
| 5.        | Raymond Pannier (FRA)         | 8:19.39      |
| 6.        | Graeme Fell (CAN)             | 8:19.99      |
| 7.        | Brian Diemer (USA)            | 8:23.89      |
| 8.        | Jens Volkmann (FRG)           | 8:25.19      |
| 9.        | Brian Abshire (USA)           | 8:27.78      |
| 10.       | Fathi Baccouche (TUN)         | 8:31.36      |
| 11.       | Brendan Quinn (IRL)           | 8:43.34      |
| 12.       | Hameed Al-Dousari (KSA)       | 8:44.22      |
| 13.       | Ramón Lopez (PAR)             | 8:52.62 (NR) |

### Försöksheat
| Placering | Heat 1                        | Tid     |
| --------- | ----------------------------- | ------- |
| 1.        | Raymond Pannier (FRA)         | 8.30,94 |
| 2.        | Mark Rowland (GBR)            | 8.31,40 |
| 3.        | Peter Koech (KEN)             | 8.31,66 |
| 4.        | Alessandro Lambruschini (ITA) | 8:32.59 |
| 5.        | Adauto Domingues (BRA)        | 8:32.77 |
| 6.        | Henry Marsh (USA)             | 8:33.89 |
| 7.        | Hans Koeleman (NED)           | 8:35.20 |
| 8.        | Hector Begeo (PHI)            | 8:46.60 |
| 9.        | Ramón Lopez (PAR)             | 8:56.06 |
| 10.       | Davendra Singh (FIJ)          | 9:23.50 |
| —         | Abdelaziz Sahere (MAR)        | DQ      |

| Placering | Heat 2                  | Tid     |
| --------- | ----------------------- | ------- |
| 1.        | Francesco Panetta (ITA) | 8.29,75 |
| 2.        | Julius Kariuki (KEN)    | 8.33,42 |
| 3.        | Azzedine Brahmi (ALG)   | 8.35,59 |
| 4.        | Brian Diemer (USA)      | 8:38.40 |
| 5.        | Eddie Wedderburn (GBR)  | 8:38.90 |
| 6.        | Bogusław Mamiński (POL) | 8:45.72 |
| 7.        | Graeme Fell (CAN)       | 8:51.25 |
| 8.        | Han-Sik Cha (KOR)       | 8:59.82 |
| 9.        | Ikaji Salom (TAN)       | 9:10.36 |
| —         | Emilio Ulloa (CHI)      | DNF     |
| —         | Bela Vago (HUN)         | DNS     |

| Placering | Heat 3                   | Tid     |
| --------- | ------------------------ | ------- |
| 1.        | Patrick Sang (KEN)       | 8.36,11 |
| 2.        | Jens Volkmann (FRG)      | 8.36,7  |
| 3.        | Hagen Melzer (GDR)       | 8.36,45 |
| 4.        | Brian Abshire (USA)      | 8:36.56 |
| 5.        | William van Dijck (BEL)  | 8:36.80 |
| 6.        | Bruno Le Stum (FRA)      | 8:36.95 |
| 7.        | Fathi Baccouche (TUN)    | 8:38.67 |
| 8.        | Roger Hackney (GBR)      | 8:39.30 |
| 9.        | Brendan Quinn (IRL)      | 8:40.87 |
| 10.       | Hameed Al-Dousari (KSA)  | 8:45.25 |
| 11.       | Abdullah Al-Doseri (BRN) | 9:10.85 |